# Maracas

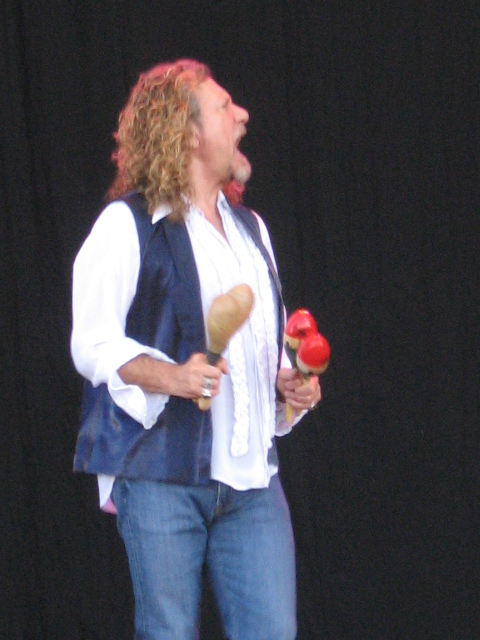
Robert Plant con maracas

Le maracas sono uno strumento a percussione di tipo idiofono a suono indeterminato  che hanno origine nel Sudamerica, dove erano costituite da una zucca cava riempita di sassolini o semi secchi.
Lo strumento produce il suo caratteristico suono per scuotimento: i grani interni picchiano tra di loro e contro la parete interna.
Essendo quasi sempre utilizzato in coppia si utilizza molto spesso il termine al plurale (maracas).
Oggi lo strumento ha la forma di due grosse uova ed è costruito anche in legno, pelle o plastica, con un'impugnatura per la presa dell'esecutore. 
Spesso le due maracas sono intonate in maniera leggermente diversa.

## Storia
Vi sono prove dell'utilizzo della coltivazione di alcune varietà di zucca (in particolare Lagenaria siceraria) nelle culture sudamericane e mesoamericane, ma eventuali maracas realizzate con cucurbitacee non sono arrivate fino a oggi.
Vi sono però prove dell'esistenza di maracas in terracotta prodotte dai nativi colombiani più 2000 anni fa.
La parola maraca probabilmente deriva dalla lingua tupi - marakana, poi passata al portoghese come maracá.
In altri paesi lo strumento può assumere nomi diversi: ad esempio, a Trinidad è noto come shac-shacs.

## Utilizzo in musica
Le maracas sono impiegate prevalentemente nei generi musicali latino-americani: ad esempio, a Cuba i guaracha, bolero, son montuno e rumba, in Colombia la cumbia.
Modelli di maracas perfezionati si sono diffusi ampiamente nelle orchestre di musica leggera e successivamente sono stati utilizzati anche nel jazz, pop, rock e nella musica colta.

## Tecnica
Le maracas sono strumenti molto semplici da suonare, e per questo motivo sono spesso utilizzate nella didattica musicale e nella musicoterapia per introdurre al ritmo gli studenti. Nonostante questo suonare le maracas in maniera professionale non è banale: dato che i grani all'interno delle maracas hanno una certa latenza, il suonatore deve anticipare il movimento in modo da ottenere il suono al momento giusto.
Le maracas possono anche essere colpite fra di loro o con altri mezzi percussivi per produrre effetti sonori particolari e il suono rilassante.